# Manuel Ugarte
Manuel Ugarte Ribeiro (Montevidéu, 11 de abril de 2001) é um futebolista uruguaio que atua como volante. Atualmente joga no Manchester United.

## Carreira

### Fénix
Ugarte começou sua carreira na base do City Park, um time de Ciudad de la Costa, transferindo-se depois para a base do CA Fénix no ano de 2015. Foi integrado ao time principal na temporada de 2016 pelo técnico Rosario Martínez, que o incluiu na lista dos 30 jogadores para disputar a Copa Sul-Americana de 2016.
Ugarte acabou relacionado para a 14ª rodada do Campeonato Uruguaio de 2016 devido a suas boas atuações na base, onde estreou em 4 de dezembro de 2016 com apenas 15 anos e entrou aos 83 minutos no lugar de Agustín Canobbio, onde o Fénix venceu por 4–1 o Danubio. Ao estrear, converteu-se no primeiro jogador uruguaio nascido no século XXI a jogar profissionalmente. Também foi relacionado na última rodada onde seu time empatou em 2–2 con o Villa Española, mas não chegou a entrar na partida em 10 de dezembro de 2016.
Em 29 de outubro de 2020, deu uma assistência para Luciano Nequecaur fazer o primeiro gol dos albivioletas por 3–1 sobre o Huachipato no jogo de ida da segunda fase da Copa Sul-Americana. Ao todo, atuou em 57 partidas pelo Fênix e marcou um gol.

### Famalicão
Em 29 de dezembro de 2020, foi anunciado pelo Famalicão por 3 milhões de euros e assinou contrato até 2025. O clube português também comprou 80% de seu passe. Sua estreia pelo clube foi 21 de janeiro de 2021 na vitória por 2–1 sobre o Santa Clara, atuando nos 90 minutos da partida.
Fez seu primeiro gol pelos famalicenses em 21 de fevereiro de 2021, na vitória por 1–0 sobre o Rio Ave. Destacou-se pelo modesto clube português e foi contratado pelo Sporting. Atuou em 20 partidas e fez um gol, atuando apenas uma temporada.

### Sporting
Em 9 de agosto de 2021, foi anunciado como novo reforço dos Leões e assinou contrato até 2026. O valor da transferência não foi revelado, mas a cláusula de rescisão foi de 60 milhões de euros. Usando a camisa 15, fez sua estreia pelo clube verde em cinco dias após ser apresentado, entrando no lugar de Palhinha na derrota por 2–1 sobre o Braga.
Ugarte fez seu primeiro gol pelo clube verde em 21 de outubro de 2021, na vitória por 2–1 sobre seu ex-clube, Famalicão, pela fase da Taça da Liga de 2021–22. Conquistou seu primeiro título na carreira e pelo clube em 23 de janeiro de 2022, ao bater o Benfica por 1–0 na final da Taça da Liga.
Ao final da temporada 2022–23, Ugarte foi selecionado para Seleção da Primeira Liga, tendo terminado o campeonato com 189 bolas recuperadas no torneio. Despediu-se dos Leões com 85 partidas, um gol e três assistências em duas temporadas, antes de ser anunciado sua transferência para Paris Saint-Germain.

### Paris Saint-Germain
Ugarte foi anunciado como novo reforço do clube parisiense em 7 de julho de 2023, assinado contrato até 2028 e sua transferência tendo sido de 60 milhões de euros. Fez sua estreia na vitória por 2–0 sobre o Le Havre em um amistoso de pré-temporada no dia 21 de julho.
No clube de Paris, Ugarte assumiu a titularidade rapidamente e participou de 25 partidas da Ligue 1 de 2023–24. O jogador, apesar de ter sido titular ao longo da temporada, não participou das finais da Supercopa da França e da Copa da França, mas o clube de Kylian Mbappé conquistou esses títulos, bem como o do Campeonato Nacional.
Manuel também foi um jogador frequentemente escalado para os jogos da Fase de grupos da Liga dos Campeões da UEFA de 2023–24. Porém, a partir das oitavas, o atleta fizera somente dois jogos, onde esteve na eliminação da Real Sociedad e do Barcelona, mas não entrou mais em campo nos dois jogos seguintes diante o Borussia Dortmund. Na ocasião, pelas semifinais, o clube alemão vencera os dois jogos e se classificou à Decisão Continental.

### Manchester United
No dia 30 de agosto de 2024, Manuel Ugarte assinou oficialmente com o Manchester United por 50 milhões de euros.

## Seleção Uruguaia

### Sub-20 e Sub-23
Representou o Uruguai Sub-20 e também o Sub-23, tendo sido um dos 23 convocados por Gustavo Ferreyra para o Torneio Pré-olímpico de 2020. Fez um gol no torneio, o do empate de 1–1 com o Brasil na 2ª rodada.

### Principal
Em 5 de março de 2021, foi chamado pela primeira vez a Seleção Principal para partidas contra Argentina e Bolívia válido pelas Eliminatórias da Copa do Mundo de 2022. Porém, as partidas foram suspensas pela CONMEBOL no dia seguinte devido ao aumento de casos de pandemia de COVID-19.
Manuel estreou oficialmente pela seleção em 5 de setembro de 2021, substituindo Matías Vecino aos 70 minutos da vitória por 4–2 sobre a Bolívia. Dois meses depois, foi novamente convocado para mais duas rodadas das Eliminatórias para a Copa de 2022, contra Argentina e Bolívia nos dias 12 e 16 de novembro, respectivamente. Em 25 de maio, foi convocado para jogos amistosos contra o México, Estados Unidos e Jamaica, nos dias 2, 5 e 11 de junho, respectivamente.
Em 21 de outubro, foi um dos 55 listados para a pré-lista de convocados para a Copa do Mundo de 2022 e em 11 de novembro, foi um dos 26 convocados para disputar a Copa do Mundo de 2022.

## Estilo de jogo
Ugarte joga um como meio-campista defensivo, ajudando principalmente na manutenção da posse de bola, a defender bem e na saída de bola, variando bastante de posição dependendo de onde a bola está. Também ajuda bastante os zagueiros e os laterais quando eles estão sendo pressionados pelo adversário. Destaca-se também a sua qualidade de passe e sua capacidade de jogar muito bem sob pressão, sempre olhando para cima analisando as opções que tem para passar a bola, sendo qualificado tanto tecnicamente como fisicamente.

## Estatísticas
Atualizadas até 17 de março de 2024[carece de fontes?]

### Clubes
| Equipe              | Temporada         | Campeonato nacional | Campeonato nacional | Campeonato nacional | Copa nacional[a] | Copa nacional[a] | Copa nacional[a] | Competições continentais[b] | Competições continentais[b] | Competições continentais[b] | Outros torneios[c] | Outros torneios[c] | Outros torneios[c] | Total | Total | Total   |
| Equipe              | Temporada         | Jogos               | Gols                | Assist.             | Jogos            | Gols             | Assist.          | Jogos                       | Gols                        | Assist.                     | Jogos              | Gols               | Assist.            | Jogos | Gols  | Assist. |
| ------------------- | ----------------- | ------------------- | ------------------- | ------------------- | ---------------- | ---------------- | ---------------- | --------------------------- | --------------------------- | --------------------------- | ------------------ | ------------------ | ------------------ | ----- | ----- | ------- |
| Fénix               | 2016              | 1                   | 0                   | 0                   | —                | —                | —                | —                           | —                           | —                           | —                  | —                  | —                  | 1     | 0     | 0       |
| Fénix               | 2017              | —                   | —                   | —                   | —                | —                | —                | —                           | —                           | —                           | —                  | —                  | —                  | 0     | 0     | 0       |
| Fénix               | 2018              | 1                   | 0                   | 0                   | —                | —                | —                | —                           | —                           | —                           | —                  | —                  | —                  | 1     | 0     | 0       |
| Fénix               | 2019              | 35                  | 1                   | 0                   | —                | —                | —                | —                           | —                           | —                           | —                  | —                  | —                  | 35    | 1     | 0       |
| Fénix               | 2020              | 16                  | 1                   | 1                   | —                | —                | —                | 4                           | 0                           | 0                           | —                  | —                  | —                  | 20    | 1     | 1       |
| Fénix               | Total             | 53                  | 2                   | 1                   | 0                | 0                | 0                | 4                           | 0                           | 0                           | 0                  | 0                  | 0                  | 57    | 2     | 1       |
| Famalicão           | 2020–21           | 20                  | 1                   | 2                   | 1                | 0                | 0                | —                           | —                           | —                           | —                  | —                  | —                  | 20    | 1     | 2       |
| Famalicão           | Total             | 20                  | 1                   | 2                   | 1                | 0                | 0                | 0                           | 0                           | 0                           | 0                  | 0                  | 0                  | 20    | 1     | 2       |
| Sporting            | 2021–22           | 25                  | 0                   | 2                   | 9                | 1                | 0                | 4                           | 0                           | 0                           | —                  | —                  | —                  | 38    | 1     | 2       |
| Sporting            | 2022–23           | 31                  | 0                   | 0                   | 6                | 0                | 0                | 10                          | 0                           | 1                           | —                  | —                  | —                  | 47    | 0     | 1       |
| Sporting            | Total             | 56                  | 0                   | 2                   | 15               | 1                | 0                | 14                          | 0                           | 1                           | 0                  | 0                  | 0                  | 85    | 1     | 3       |
| Paris Saint-Germain | 2022–23           | 20                  | 0                   | 2                   | 3                | 0                | 0                | 7                           | 0                           | 0                           | 0                  | 0                  | 0                  | 30    | 0     | 2       |
| Paris Saint-Germain | Total             | 20                  | 0                   | 2                   | 3                | 0                | 0                | 7                           | 0                           | 0                           | 0                  | 0                  | 0                  | 30    | 0     | 2       |
| Total na carreira   | Total na carreira | 149                 | 3                   | 7                   | 19               | 1                | 0                | 25                          | 0                           | 1                           | 0                  | 0                  | 0                  | 193   | 4     | 8       |

- a. ^ Jogos da Taça de Portugal e Taça da Liga
- b. ^ Jogos da Copa Sul-Americana, Liga dos Campeões da UEFA e Liga Europa da UEFA
- c. ^ Jogos do

### Seleção Uruguaia
Atualizadas até dia 12 de novembro de 2023.
Sub-20
| Ano   |       |      |         |
| Ano   | Jogos | Gols | Assist. |
| ----- | ----- | ---- | ------- |
| 2018  | 5     | 0    | 0       |
| Total | 5     | 0    | 0       |

Sub-23
| Ano   |       |      |         |
| Ano   | Jogos | Gols | Assist. |
| ----- | ----- | ---- | ------- |
| 2020  | 7     | 1    | 0       |
| Total | 7     | 1    | 0       |

### Principal
| Ano   |       |      |         |
| Ano   | Jogos | Gols | Assist. |
| ----- | ----- | ---- | ------- |
| 2021  | 1     | 0    | 0       |
| 2022  | 5     | 0    | 0       |
| 2023  | 7     | 0    | 0       |
| Total | 13    | 0    | 0       |

## Títulos
Sporting
- Taça da Liga: 2021–22

Paris Saint-Germain
- Supercopa da França: 2023
- Ligue 1: 2023–24
- Copa da França: 2023–24

### Prêmios individuais
- Seleção da Primeira Liga de 2022–23
- Equipe ideal da Copa América de 2024